# 中央緑道 (岡崎市)

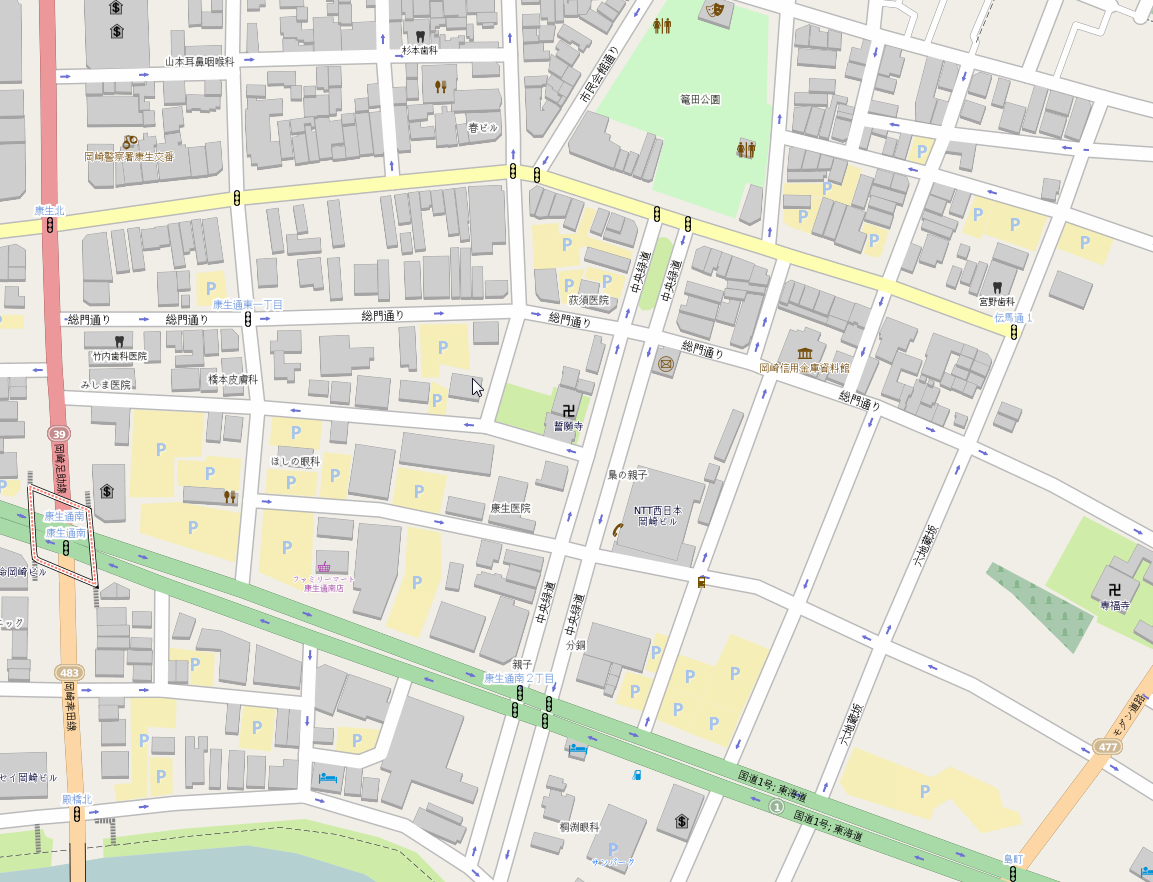
愛知県岡崎市康生通南、籠田町、唐沢町、六地蔵町など。中央緑道周辺の地図。

中央緑道（ちゅうおうりょくどう）は、愛知県岡崎市の中心地域を南北に通る緑道の愛称である。

## 概要
乙川（菅生川）沿いの唐沢町一丁目から北上し、国道1号を横切って、康生通南を通り、籠田町の籠田公園手前までの延長約300mの緑道である。
1974年（昭和49年）6月2日に開設された。岡崎市中心街の中央に緑道を配したことから、中央緑道と名づけられた。再整備前は、幅約10mの中央分離帯にヒマラヤスギなどの樹木、遊歩道、太陽電池時計などが設置されていた。
1981年（昭和56年）4月3日、籠田公園地下駐車場が開設され、入り口が中央緑道の途中に設けられた。総門通りとの交差点に籠田総門の碑がある。
乙川リバーフロント地区整備計画にもとづき、2015年（平成27年）秋から周辺の整備工事が開始された。2019年（令和元年）7月26日に籠田公園がリニューアルオープン。2020年（令和2年）3月22日、桜城橋が完成。2021年（令和3年）3月20日、中央緑道のリニューアル工事が完成した。中腹にあった田中吉政の像は再開発整備に伴い、町外の公園へ移設された。

## ギャラリー

### 2018年以前
- NTT西日本岡崎ビル付近
- 康生通南2丁目交差点
- 中央緑道の南端（2015年12月）
- 中央緑道の南端（2017年6月）
- 田中吉政の石像。中央緑道の再開発整備に伴い町外へ移設された。
- 総門通りとの交差点にある籠田総門の碑
- 北端にある籠田公園（2017年5月）

### 2019年以降
- 中央緑道の南端（2020年4月）
- 再開発整備後（2021年4月）
- 再開発整備後（2021年4月）
- 籠田公園にある「戦災復興之碑」
- 北端にある籠田公園

## 交通規制
深夜23:00から早朝6:00までの時間帯は四輪・二輪の自動車通行止めとなる。

## 接続する路線
- 龍城通り（岡崎市：国道1号）
- 総門通り（岡崎市）
- 伝馬通り（岡崎市：「都市計画道路伝馬町線」の一部）

## 沿線・周辺
- 籠田公園
- 岡崎城下二十七曲り
- 岡崎康生郵便局
- 岡崎市営籠田公園地下駐車場
- 西岸寺
- NTT西日本 岡崎ビル
- 住友生命保険 岡崎ビル
- 中部電力 康生変電所